# Vittaselkä (kulle i Finland, Lappland, Tunturi-Lappi, lat 68,42, long 23,00)
Vittaselkä är en kulle i Finland. Den ligger i Enontekis i landskapet Lappland, i den norra delen av landet, 900 km norr om huvudstaden Helsingfors. Toppen på Vittaselkä är 370 meter över havet.
Terrängen runt Vittaselkä är huvudsakligen platt.  Trakten runt Vittaselkä är nära nog obefolkad, med mindre än två invånare per kvadratkilometer.